# Torneo de Osaka 2023
El Japan Women's Open 2023 fue un torneo de tenis femenino que se jugó en pistas duras y fue parte de los torneos WTA 250 de la WTA Tour 2023. Se llevó a cabo en la ciudad de Osaka (Japón) del 11 al 17 de septiembre de 2023.

## Distribución de puntos
| Modalidad           | Campeona | Finalista | Semifinales | Cuartos de final | 2.ª ronda | 1.ª ronda | Clasificadas | 3.ª ronda de clasificación | 2.ª ronda de clasificación | 1.ª ronda de clasificación |
| Individual femenino | 280      | 180       | 110         | 60               | 30        | 1         | 18           | 14                         | 10                         | 1                          |
| Dobles femenino     | 280      | 180       | 110         | 60               | -         | 1         | -            | -                          | -                          | -                          |

## Cabezas de serie

### Individuales femenino
| Tenista           | Ranking | Preclasificada |
| Lin Zhu           | 44      | 1              |
| Tatjana Maria     | 47      | 2              |
| Xinyu Wang        | 53      | 3              |
| Linda Fruhvirtová | 56      | 4              |
| Nadia Podoroska   | 70      | 5              |
| Yulia Putintseva  | 78      | 6              |
| Nao Hibino        | 81      | 7              |
| Kateryna Baindl   | 83      | 8              |

- Ranking del 28 de agosto de 2023.[2]

### Dobles femenino
| Tenista                        | Ranking | Preclasificada |
| Latisha Chan Zhu Lin           | 127     | 1              |
| Eri Hozumi Makoto Ninomiya     | 143     | 2              |
| Naiktha Bains Maia Lumsden     | 181     | 3              |
| Alicia Barnett Olivia Nicholls | 192     | 4              |

## Campeonas

### Individual femenino
Ashlyn Krueger venció a  Lin Zhu por 6-3, 7-6(6)

### Dobles femenino
Anna-Lena Friedsam /  Nadiia Kichenok  vencieron a  Anna Kalinskaya /  Yulia Putintseva por 7-6(3), 6-3